# Мира Шкорић
Мирјана Шкорић (Београд, 8. јул 1970), позната као Мира Шкорић, српска је фолк, турбо-фолк и поп-фолк певачица. Каријеру је почела 1988. године и до сада је снимила четрнаест албума. Највећи хитови које је снимила јесу: Зашто носиш прстен мој, Манастир, Откачи, Ти си к'о и ја, Страх од љубави, Као лед се истопим, Не дај ме, мајко, Низ вене ми тихо течеш, Сва чуда да се догоде, Родићу ти сина, Ниси ми судбина, Карта туге, Дај ми, Боже, Коса црна, Најбољи пријатељи, Иста нам је туга... Добитница је бројних награда, а 2019. године додељена јој је Естрадно-музичка награда Србије за животно дело.

## Биографија
Рођена је у Београду, где је завршила трговачку и музичку школу. Први јавни наступ имала је на фестивалу Распевана јесен, где је стигла до финала. Године 1988. у сарадњи са композитором Драганом Александрићем снимила је први албум, под називом Нико као ми, у издању Дискоса, као и други албум Ми можемо све 1989. године. Први велики хит у Мириној каријери била је песма Зашто носиш прстен мој (музика: Александар Радуловић, текст: Марина Туцаковић, аранжман: Злаја Тимотић), са трећег албума — Очи моје поносите, објављеног 1991. године. Са поменутом песмом учествовала је на фестивалу МЕСАМ, исте године. Наредне године (1992) објављује свој четврти албум, Имам жељу, који је као и претходна три објављен у издању александровачког Дискоса. Овим албумом отпочиње сарадњу са Злајом Тимотићем, као композитором и продуцентом, која ће се и у наредним годинама показати веома успешном. Неке од слушаних песама са овог албума јесу: Имам жељу, Кога да љубим после тебе, коју је компоновао Рођа Раичевић, Балада о војнику, Љубав се прича погледом, Опасно по живот, као и дует са Злајом — Волим те. На албуму из 1993. године сарађује са Злајом Тимотићем, Весном Петковићем, Драганом Брајовићем Брајом, Мишом Мијатовићем и снима најбољи албум у својој каријери и један од бољих албума фолк дискографије. На овом албуму налази се дванаест песама — дванаест хитова: Манастир, Ти си к'о и ја, Откачи,  Страх од љубави,  Не дај ме, мајко, Као лед се истопим, Низ вене ми тихо течеш, Сва чуда да се догоде, Танана, Милена, Покушаћу ја, покушај и ти, Брига мање и Ватра. Албум је пратила турнеја, која је завршена јануара 1994. године београдским концертом у Хали спортова.
Албум Родићу ти сина, објављен 1995, донео је хитове Родићу ти сина, Ниси ми судбина и Карта туге. Исте године одржала је концерт у београдској хали Пионир. На албумима У служби љубави (1996), Коса црна (1997) и Срцекрадица (1998) поново сарађује са брачним паром Радуловић-Туцаковић, а са ових албума, снимљених за ПГП РТС, издвојиле су се песме: Дај ми, Боже, Било би њој, Коса црна, Бићу неком добра ја, Врати нам се, друже мој — дует са Ацом Лукасом. Године 2000. снима десети по реду албум, симболично назван 10, са којег се издвојила песма Обоје ћу да одлежим. Наредне године у издању Гранд продукције снима албум назван Кафано!, на којем се налази дует са Жељком Бебеком, а 2003. снима албум Још увек те волим, такође за Гранд. Албумом Најбољи пријатељи из 2005. године, на којем се налазе хитови Најбољи пријатељи, Ниједан други, Силикони и Лоша процена, обновила је популарност. Године 2006, са песмом Иста нам је туга, учествовала је на Првом Гранд фестивалу и освојила друго место, као и награду за најбољу женску интерпретацију. Наредне године учествовала је на два фестивала — најпре у марту на Беовизији са песмом Воли је, а потом и на Фестивалу „Драгиша Недовић” у Врњачкој Бањи. Године 2008. поново је наступила на Грандовом фестивалу, са песмом Тако си пао. Исте године, поводом двадесет година каријере, Гранд продукција је објавила двоструки ЦД са Мириним хитовима.
У току 2009. године учествовала је у ријалитију Велики Брат VIP All Stars 2009, где је била један од финалиста. Године 2012. по трећи пут је била учесник Грандовог фестивала, са песмом Бели анђео. Године 2013, после осам година дискографске паузе и неколико синглова, у издању Гранда снимила је албум За мој рођендан, четрнаести по реду. Године 2015. учествовала је на Пинк мјузик фестивалу, а 2017. у четвртој сезони шоу-програма Твоје лице звучи познато.
После четврт века паузе и успешне каријере, најавила је концерт у Сава центру за октобар 2019. 22. октобра 2019. године, после четврт века паузе, одржала је солистички концерт у Сава центру у Београду, којим је обележила 30 година каријере. Децембра исте године, Савез естрадно-музичких уметника Србије доделио јој је Естрадно-музичку награду Србије за животно дело.
Удала се 1995. године за хирурга Василија Јеремића.
Живи у Београду, са ћерком Милицом.

## Дискографија

### Студијски албуми
- 1988. Нико као ми (Дискос)
- 1989. Ми можемо све (Дискос)
- 1991. Очи моје поносите (Дискос)
- 1992. Имам жељу (Дискос)
- 1993. Не дај ме, мајко (Продукција Стиг)
- 1995. Родићу ти сина (Продукција Стиг)
- 1996. У служби љубави (Vujin Trade Line AG, Lucky Sound)
- 1997. Коса црна (ПГП РТС, Vujin Trade Line AG, Lucky Sound)
- 1998. Срцекрадица (ПГП РТС)
- 2000. 10 (City Records)
- 2001. Кафано! (Гранд продукција)
- 2003. Још увек те волим (Гранд продукција)
- 2005. Најбољи пријатељи (Гранд продукција)
- 2013. За мој рођендан (Гранд продукција)

### Компилације
- 1998. Ти си к'о и ја (Продукција Стиг)
- 2000. Best of Mira Škorić 1 (JVP Vertrieb AG)
- 2000. Best of Mira Škorić 2 (JVP Vertrieb AG)
- 2003. Кога да љубим после тебе (Дискос)
- 2008. The Best of (Гранд продукција)

### Видеографија
| Спот                     | Година | Режисер                 |
| ------------------------ | ------ | ----------------------- |
| Зашто носиш прстен мој   | 1991   | —                       |
| Кајеш ли се још          | 1991   | —                       |
| Имам жељу                | 1992   | Дарко Камарит           |
| Опасно по живот          | 1992   | Дарко Камарит           |
| Волим те                 | 1992   | —                       |
| Балада о војнику         | 1992   | Дарко Камарит           |
| Зашто си ме опет варао   | 1992   | Дарко Камарит           |
| Кога да љубим после тебе | 1992   | Дарко Камарит           |
| Љубав се прича погледом  | 1992   | Дарко Камарит           |
| Не дај ме мајко          | 1993   | Дарко Камарит           |
| Као лед се истопим       | 1993   | Дарко Камарит           |
| Ти си ко и ја            | 1993   | Дарко Камарит           |
| Откачи                   | 1993   | Дарко Камарит           |
| Не рачунај на мене       | 1994   | Дарко Камарит           |
| Мушкарци                 | 1994   | Владимир Живковић       |
| Родићу ти сина           | 1995   | Дарко Камарит           |
| Карта туге               | 1995   | Дарко Камарит           |
| Вруће девојке            | 1995   | Дејан Милићевић         |
| Било би њој              | 1996   | Дејан Милићевић         |
| Много је                 | 1996   | —                       |
| Коса црна                | 1997   | Станко Црнобрња         |
| Јужна пруга              | 1997   | М. Милинковић Дебели    |
| Забава                   | 1997   | Дарко Камарит           |
| Варао ме је              | 1997   | Дарко Камарит           |
| Нека хвала               | 1998   | Дарко Камарит           |
| Вратићу ти једном све    | 2000   | Дејан Милићевић         |
| Две олује                | 2001   | Дејан Милићевић         |
| Боли све                 | 2019   | ДМ САТ видео продукција |
| Крик                     | 2024   | RealVibe                |
| Браним се                | 2024   | Јован Радовић           |

## Фестивали
- 1986. Распевана јесен — Врати се радости
- 1987. Распевана јесен — Љубав долази сама, друга награда стручног жирија за интерпретацију
- 1989. МЕСАМ — Моја душа чиста — дует са Зораном Младеновићем
- 1990. Посело године 202 - Ми можемо све
- 1990. МЕСАМ — Очи заљубљене
- 1991. МЕСАМ — Зашто носиш прстен мој
- 1991. Посело године 202 - Не иди из срца
- 1996. МЕСАМ — Последњи пут се љубимо
- 2006. Гранд фестивал — Иста нам је туга
- 2007. Беовизија — Воли је
- 2007. Фестивал Драгиша Недовић, Врњачка Бања — Добро смо се нашле — дует са Аном Бекутом
- 2008. Гранд фестивал — Тако си пао
- 2012. Гранд фестивал — Бели анђео[11]
- 2015. Pink music festival — Срце са кваром

## Синглови
- 2008. Нећу преживети
- 2009. Име моје туге
- 2010. Обрни, окрени
- 2012. Медаљон
- 2016. Лош за лошег не брине
- 2018. Једном ће сванути дан

## Дуети
- 1989. Моја душа чиста — са Зораном Младеновићем
- 1992. Волим те — са Злајом Тимотићем
- 1993. Танана, Милена — са Злајом Тимотићем
- 1994. Не рачунај на мене — са Цецом Ражнатовић
- 1994. Мушкарци — са Лепом Бреном и Весном Змијанац
- 1998. Врати нам се, друже мој — са Ацом Лукасом
- 2001. Две олује — са Жељком Бебеком
- 2001. Кумина песма — са Аном Бекутом
- 2002. Кад ме више не буде — са Пецом Јовановићем
- 2004. Или ја или ракија — са Прелџије
- 2007. Добро смо се нашле — са Аном Бекутом
- 2009. Трагови сећања — са Шерифом Коњевићем
- 2013. Не жали због нас — са бендом Оливер Твист
- 2018. Боли све — са Александром Димијем

## Концерти у Београду
- 1994. Хала спортова, 20. јануар
- 1995. Хала Пионир, 27. мај
- 2019. Сава центар, 22. октобар